# 4820 Fay
4820 Fay (1985 RZ) là một tiểu hành tinh vành đai chính được phát hiện ngày 15 tháng 9 năm 1985 bởi Shoemaker, C. S. ở Palomar.